# Ancienne église Saint-Maudez-et-Sainte-Juvette
L'ancienne église Saint-Maudez-et-Sainte-Juvette est une ancienne église paroissiale située à Henvic, dans le Finistère, en France.
Édifiée à la fin du XVe siècle, elle possède un clocher de style Beaumanoir. Très délabrée, elle fut remplacée dans son rôle de lieu culte par la nouvelle église Saint-Maudez-et-Sainte-Juvette construite entre 1899 et 1902 dans le style néogothique.
Classée monument historique depuis 1913, elle fait actuellement l'objet d'un programme de restauration.

## Localisation
L'église est située dans le département français du Finistère, dans la commune d'Henvic.

## Historique
L'édifice est classé au titre des monuments historiques en 1913, en 1936 et en 1948.

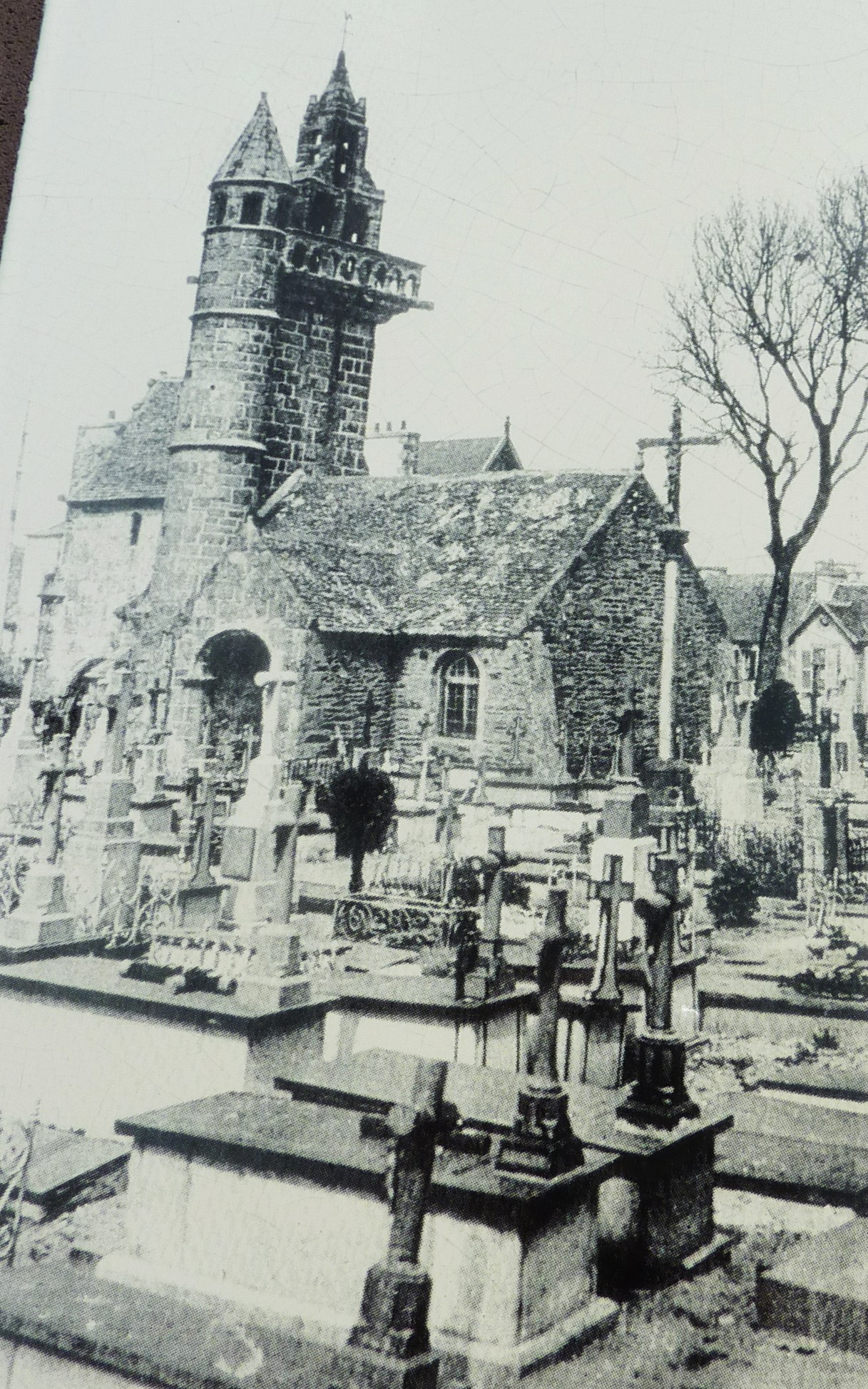